# Пінський єзуїтський колегіум

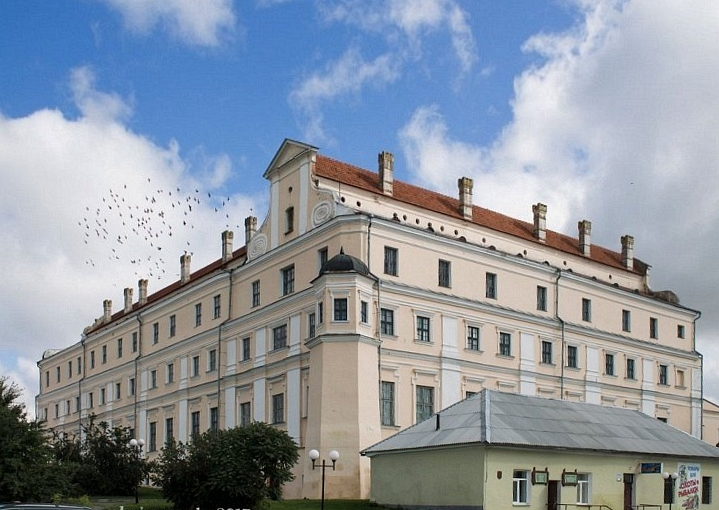
Будівля колегіуму

Пінський єзуїтський колегіум (біл. Пінскі езуіцкі калегіум) — колишній католицький середній навчальний заклад в Пінську. Будівля колегіуму — пам'ятник архітектури бароко XVII століття, розташований в історичному центрі Пінська. Колегіум разом з кам'яним костелом Св. Станіслава (побудований у 1636–1646 рр., зруйнований у 1956 р.). Входив до ансамблю монастиря єзуїтів.

## Історія
Єзуїти були запрошені в Пінськ у 1630 році стольником Великого князівства литовського Миколаєм Єльським, який подарував їм власний будинок. У 1651–1738 рр. зведений з цегли (за іншими даними — у 1631—1635 рр.). Його фундатором був ІІІ олицький ординат, князь Станіслав Альбрехт Радзивілл. У 1640-х рр. при монастирі був побудований величний бароковий костел Св. Станіслава. При монастирі у 1638 році почала свою діяльність філософсько-теологічна школа, яку щорічно відвідували до 50 дітей місцевих жителів.
Ще у 1638 році єзуїтський монастир отримав статус колегіуму, де крім богословських викладалися і багато інших дисциплін: іноземні мови, література, логіка, історія, географія, фізика і т. д. Під кінець XVII століття тут щорічно кількість учнів становила 700 осіб з усієї Речі Посполитої. При колегіумі діяли музична бурса (з 1645 р.), друкарня, бібліотека, лікарня для бідних, аптека.
В середині XVII століття в стінах колегіуму проповідував єзуїт Андрій Боболя, який у 1657 році за свою місіонерську діяльність був замучений козаками .
У 1773 орденом єзуїтів був розпущений. У 1787 році будівлю колегіуму перетворили в резиденцію уніатського єпископа, а у 1800 році її віддали під чоловічий православний Богоявленський монастир .

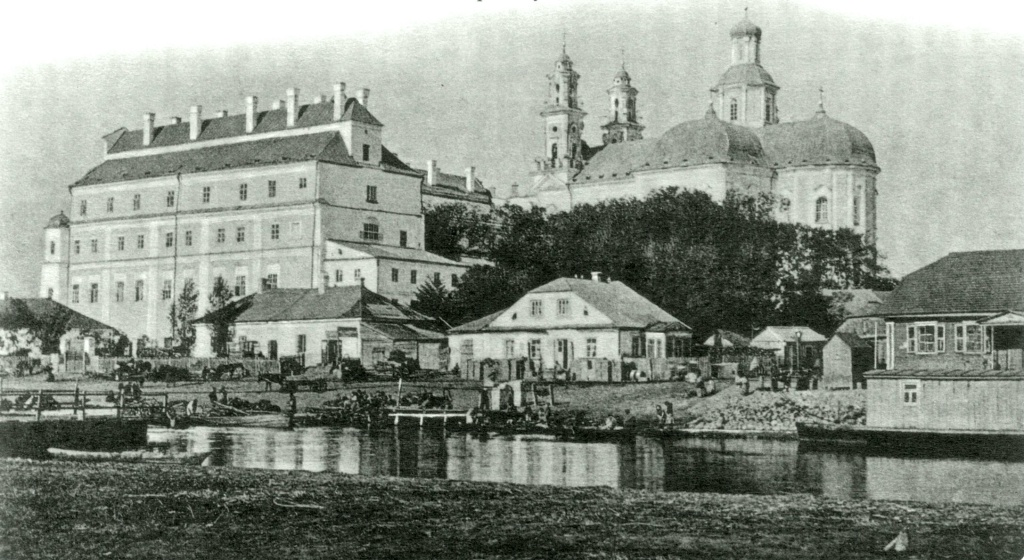
Комплекс монастиря до руйнування храму

У 1919 році в Пінськ повернулися єзуїти, в 1923 відновилася навчальна діяльність, у 1925 році була відкрита духовна семінарія, а з 1937 року розпочав діяльність новіціат. Після радянської анексії західнобілоруських земель у 1939 році окупаційна влада закрила монастир і облаштувала його під адміністративні і громадські установи. Під час німецько-радянської війни єзуїтський комплекс був серйозно пошкоджений і потребував ґрунтовного ремонту. У 1953 році колегіум отримав статус пам'ятника історії і культури республіканського значення. А у 1965 році тут розмістилася картинна галерея, в якій виставлялися твори із колекції Радзивілів, картини Айвазовського та ін.
У 1980 році було прийняте рішення про повну передачу будівлі колегіуму музею Білоруського Полісся. У 1996 проведена масштабна реставрація.

## Відомі викладачі
- Кароль Вирвич (1717–1793) — історик, географ, педагог.

## Відомі випускники
- Кароль Вирвич (1717–1793) — історик, географ, педагог
- Мацей Бутримович (1745–1814) — державний діяч.
- Франтішек Карєв (1731–1802) — білоруський архітектор, представник архітектури бароко; педагог.